# Осман-бей Текеоглу
Осман-бей Текеоглу (тур. Osman Bey) — последний правитель династии Хамидогуллары. Осман-бей правил южной частью бейлика Хамидогуллары после присоединения в 1391 году северной части бейлика к Османской империи. В 1423 году Осман был убит османским санджакбеем Анталии Хамзой. Бейлик окончательно прекратил существование.

## Биография
Отцом Османа был Мубаризеддин Мехмед-бей, воевавший с Королевством Кипр и упоминавшийся в кипрских источниках как эмир Текке или Такка. После смерти Мубаризеддина Мехмеда-бея Осман стал его преемником. В период его правления Анталия утратила своё прежнее значение. Когда в 1387 году Мурад I победил Алаеддина-бея Караманида и захватил Бейшехир, он даже не отправился в район Теке. Ему сообщили, что, хотя бей Теке настроен враждебно к османам, но он бедный человек всего с двумя городами, и не стоит тратить на него силы.
Согласно Ахмеди, во время первой анатолийской экспедиции Баязида в 792 году (1390) Осман Челеби из Истамоса напал на Анталию, но неизвестно, была ли попытка захвата успешна.
Захват последнего осколка бейлика Хамид произошёл позднее, хотя точно неизвестно, в каком году это произошло. Караманлы Мехмед-паша, Шукрулла и Ходжа Саад-эд-дин писали, что в 793 году (1391) сын Мурада Баязид со своей армией прибыл из Бурсы, чтобы захватить «провинцию Теке», и передал управление в ней Фируз-бею. Планхол называл 794 (1392) год как время аннексии земель Текеогуллары Баязидом. Б. Флемминг утверждала, что земли Текеогуллары могли быть захвачены Баязидом не в 1391-92 годах, а в 1397-99 годах. Согласно Б. Флемминг, Осман был беем в Истаносе, в то время как Баязид шёл на Анталию, где беем был сын Османа, Мустафа. При приближении войск Баязида в марте 1400 года Мустафа бежал к мамлюкам и укрылся у султана Фараджа. Источником сведений был мамлюкский историк Бедреддин аль-Айни, назвавший правителя Алании Мустафа б. Така.
В битве при Анкаре отряд из бывшего бейлика Хамид (включая Теке) прибыл под командованием сына Баязида, Мустафы Челеби. Во время битвы солдаты из Айдына увидели в войске Тамерлана своих беев и переметнулись к ним. За ними последовали отряды из других бейликов, в том числе и из бейлика Хамидогуллары. Южный эмират (Текеогуллары) был восстановлен в 805 (1402) году после битвы при Анкаре, беем стал опять Осман. В 1402—1415 годах южное побережье Анатолии, кроме Анталии и Алайи находилось под контролем Караманоглу Мехмеда-бея, который позволил Осману править из Истаноса оставшейся частью бейлика Теке. Анталию и Алайю контролировал сначала назначенный Баязидом Фируз-бей, а после его смерти — сын Фируза Хамза-бей, который при жизни отца правил в Теке-Карахисаре. Караманоглу Мехмед-бей, который хотел извлечь выгоду из османского междуцарствия, возникшего после захвата Тамерланом Баязида в плен, начал призывать Османа захватить Анталию. Когда Хамза-бей приехал в Анталию, он узнал, что Осман собрал силы, для нападения. Осман ждал Мехмеда в Истамосе, потому что заболел. Хамза-бей организовал ночной рейд на лагерь бея Теке. Осман был убит в палатке, где он спал, прежде чем успел проснуться. Это произошло в 1423 году. Получив известие о смерти Османа, Караманоглу Мехмед отправился к Анталии со своей армией в 26 000 человек и окружил город. Источники утверждали, что осада длилась либо три, либо шесть месяцев. Узнав, что Мурад II пришёл в Анатолию со своей армией, Караманоглу Мехмед ещё больше усилил осаду, но погиб от выстрела из пушки. В результате этих событий, которые начались с осады Анталии и закончились убийством Османа Челеби, последние земли княжества Хамидогуллары были захвачены османами.
В 1426 году мамлюкский султан Барсбей послал на Кипр армию. Леонтий Махера писал, что в ней был некий «сын Такки»: «воин на лошади увидел сына Такки и, приняв его за сарацина, ударил его саблей по щиту; сабля, пройдя сквозь щит, пронзила его насмерть». Вероятно, это был Мустафа, сын Османа.
Сестру Османа выдали замуж за Хамзу-бея. В 1432 году в Дамаске Бертрандон де ла Брокьер встретил «Турецкую даму, родителем которой был Великий Турок», а мужем — «Камуссат байша» (фр. Camussat bayscha), «самый выдающийся губернатор в Турции». По мнению турецкого историка Ш. Текиндага, эта дама — сестра Османа и жена Хамзы.